# Morti nel 1978/Luglio
| Questa pagina contiene informazioni ricavate automaticamente dalle voci biografiche con l'ausilio del template Bio e di un bot. L'aggiornamento è periodico e automatico e ricostruisce completamente la pagina. Se manca una persona in questa lista, sei pregato di non aggiungerla, ma accertati piuttosto che la sua voce biografica contenga il template Bio e che i dati anagrafici siano correttamente compilati. Se il template Bio manca, inseriscilo tu stesso o, in alternativa, metti l'avviso {{tmp\|Bio}} che ne segnala la mancanza. Se i dati riportati sono sbagliati, correggi direttamente la voce biografica; le modifiche saranno visibili in questa lista entro pochi giorni. Per chiarimenti vedi il progetto biografie. La lista contiene solo le 80 persone che sono citate nell'enciclopedia e per le quali è stato implementato correttamente il template Bio. Pagina aggiornata al 3 mar 2024. |

- 1º luglio - Claude Eatherly, aviatore statunitense (n. 1918)
- 1º luglio - René Malaise, entomologo, esploratore e collezionista d'arte svedese (n. 1892)
- 1º luglio - Abdylas Maldybaev, compositore sovietico (n. 1906)
- 1º luglio - Kurt Student, generale tedesco (n. 1890)
- 2 luglio - Alfredo Conti, avvocato e politico italiano (n. 1894)
- 2 luglio - Luca Pietromarchi, diplomatico italiano (n. 1895)
- 3 luglio - Gustave Crabbe, cestista belga (n. 1914)
- 3 luglio - James Daly, attore statunitense (n. 1918)
- 3 luglio - Galliano Mazzon, pittore italiano (n. 1896)
- 3 luglio - Michela Schiff Giorgini, egittologa italiana (n. 1923)
- 5 luglio - Giuseppe Gonella, politico italiano (n. 1900)
- 5 luglio - Giulio Supino, ingegnere e matematico italiano (n. 1898)
- 6 luglio - Ambrus Balogh, tiratore a segno ungherese (n. 1915)
- 6 luglio - Babe Paley, socialite statunitense (n. 1915)
- 6 luglio - Renzo Montagna, generale italiano (n. 1894)
- 6 luglio - Pietro Montana, scultore, pittore e insegnante statunitense (n. 1890)
- 6 luglio - Denys Page, filologo classico britannico (n. 1908)
- 7 luglio - Michela Belmonte, attrice italiana (n. 1925)
- 7 luglio - Francisco Mendes, politico guineense (n. 1939)
- 8 luglio - Osman Lins, scrittore brasiliano (n. 1924)
- 9 luglio - Stere Adamache, calciatore rumeno (n. 1941)
- 9 luglio - Maria Del Rio, medico, scienziata e storica italiana (n. 1892)
- 9 luglio - Garibaldi Spighi, cavaliere italiano (n. 1891)
- 10 luglio - Marcos Croce, calciatore argentino (n. 1894)
- 10 luglio - Joe Davis, giocatore di snooker inglese (n. 1901)
- 10 luglio - Alfonso Paso, drammaturgo, direttore artistico e attore spagnolo (n. 1926)
- 11 luglio - Enrico Arioni, calciatore italiano (n. 1895)
- 11 luglio - Harold Rosenberg, critico d'arte statunitense (n. 1906)
- 11 luglio - Giuseppe Tarlao, calciatore italiano (n. 1904)
- 13 luglio - Enzo Maggio, attore e comico italiano (n. 1902)
- 13 luglio - Oliver Messel, scenografo inglese (n. 1904)
- 13 luglio - George Reader, calciatore e arbitro di calcio inglese (n. 1896)
- 13 luglio - Antonio Veretti, compositore italiano (n. 1900)
- 14 luglio - Gennaro Cassiani, politico, avvocato e saggista italiano (n. 1903)
- 14 luglio - Charles Clyde Ebbets, fotografo statunitense (n. 1905)
- 14 luglio - Armando Gavagnin, giornalista e antifascista italiano (n. 1901)
- 14 luglio - Gaston Ragueneau, mezzofondista e siepista francese (n. 1881)
- 15 luglio - Jenő Konrád, allenatore di calcio e calciatore ungherese (n. 1894)
- 16 luglio - Howard Estabrook, sceneggiatore, attore e regista statunitense (n. 1884)
- 17 luglio - Thayer David, attore statunitense (n. 1927)
- 17 luglio - Giuseppe Germani, calciatore e arbitro di calcio italiano (n. 1896)
- 17 luglio - Fëdor Davydovič Kulakov, politico sovietico (n. 1918)
- 17 luglio - François Varillon, gesuita e scrittore francese (n. 1905)
- 19 luglio - Ettore Fontana, calciatore e allenatore di calcio italiano (n. 1903)
- 19 luglio - Marcello Marchesi, scrittore, sceneggiatore e regista italiano (n. 1912)
- 20 luglio - Charles T. Lanham, generale, scrittore e poeta statunitense (n. 1902)
- 22 luglio - Jean-Louis Bouquet, scrittore e regista francese (n. 1898)
- 22 luglio - Angelo Jacopucci, pugile italiano (n. 1948)
- 22 luglio - Michail Georgievič Pervuchin, politico e ingegnere sovietico (n. 1904)
- 22 luglio - Pushpa Lal Shrestha, politico nepalese (n. 1924)
- 23 luglio - Charles Horvath, attore statunitense (n. 1920)
- 23 luglio - Kamil Tolon, imprenditore turco (n. 1912)
- 23 luglio - Fausto Tommei, attore e doppiatore italiano (n. 1909)
- 24 luglio - Danielle Collobert, scrittrice francese (n. 1940)
- 24 luglio - Christophe Didier, ciclista su strada lussemburghese (n. 1915)
- 24 luglio - Michele Riccardini, attore italiano (n. 1910)
- 24 luglio - Yoshiko Sugino, educatrice e stilista giapponese (n. 1892)
- 25 luglio - Giuseppe Chiarelli, magistrato italiano (n. 1904)
- 25 luglio - Franco Nicolini, criminale italiano (n. 1935)
- 25 luglio - Gaetano Ragusa, calciatore brasiliano (n. 1909)
- 25 luglio - Vilmos Sipos, calciatore ungherese (n. 1914)
- 25 luglio - Romano dalla Chiesa, generale italiano (n. 1891)
- 26 luglio - Mary Blair, disegnatrice statunitense (n. 1911)
- 26 luglio - Leone Comini, giornalista e scrittore italiano (n. 1911)
- 26 luglio - Frank Gates, cestista e allenatore di pallacanestro statunitense (n. 1920)
- 26 luglio - Tiziana Weiss, alpinista italiana (n. 1952)
- 27 luglio - Willem van Otterloo, direttore d'orchestra e compositore olandese (n. 1907)
- 28 luglio - Maria Algranati, poetessa e scrittrice italiana (n. 1886)
- 28 luglio - Giuseppe Cagnina, calciatore italiano (n. 1900)
- 28 luglio - Ugo Cerroni, calciatore italiano (n. 1915)
- 28 luglio - Ferdinand Hajný, calciatore cecoslovacco (n. 1899)
- 29 luglio - Josef Jacobs, militare e aviatore tedesco (n. 1894)
- 30 luglio - Gelasio Adamoli, giornalista, politico e partigiano italiano (n. 1907)
- 30 luglio - Domenico Canalella, presbitero e traduttore italiano (n. 1914)
- 30 luglio - Umberto Nobile, generale, esploratore e ingegnere italiano (n. 1885)
- 31 luglio - Tiziano Ballarin, calciatore italiano (n. 1899)
- 31 luglio - Werner Finck, cabarettista, attore e scrittore tedesco (n. 1902)
- 31 luglio - Enoch Light, compositore e produttore discografico statunitense (n. 1907)
- 31 luglio - Rostislav Aleksandrovič Romanov,  russo (n. 1902)
- 31 luglio - Søren Thorborg, ginnasta danese (n. 1889)